# Merluccius gayi
Merluccius gayi és una espècie de peix pertanyent a la família dels merlúccids.

## Subespècies
- Merluccius gayi gayi (Guichenot, 1848)
- Merluccius gayi peruanus (Ginsburg, 1954)[2][3]